# Civadière (espar)
Pour les articles homonymes, voir Civadière.

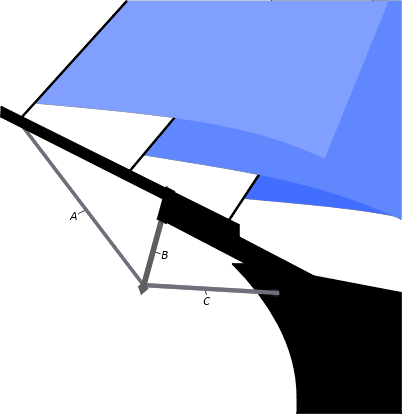
Schéma d'une civadière

Une civadière (dolphin striker en anglais) est un petit espar situé sous l'étrave d'un voilier.
Elle forme un arc-boutant pour augmenter l'empattement des étais sur les bout-dehors (bâton de foc et bâton de clinfoc) dans la continuité du mât de beaupré.

## Galerie d'images
|  |  |